# Ana III của Matamba
Ana III Guterres (mất năm 1767) là nữ vương của vương quốc Ndongo và Matamba từ năm 1758 đến 1767.
Bà là con gái của nữ vương Ana II Guterres và là em gái của nữ vương Verónica II Guterres. Bà có hai cô con gái, Kamana và Murili. Năm 1756, mẹ bà qua đời và được chị gái của bà là Verónica II kế vị, người đã trở thành người thừa kế và trữ quân được chỉ định của mẹ họ. Năm 1758, chỉ sau khoảng hai năm trị vì, Verónica II đã bị em gái của mình phế truất trong một cuộc đảo chính, người đã lên ngôi dưới cái tên Ana III và bị em gái mình xử tử bằng cách chặt đầu. Ana III đã trị vì trong khoảng mười hai năm.
Năm 1767, bà bị cháu trai Francisco II Kalwete ka Mbandi (có thể là con trai của Verónica II) phế truất và xử tử. Cái chết của bà đã dẫn đến một cuộc khủng hoảng liên tiếp kéo dài, trong đó hai cô con gái của bà đã chạy trốn tới Kidona ở Kwanza, nơi họ tuyên bố thành lập Vương quốc Jinga dưới sự cai trị của một trong hai người con gái, nữ vương Kamana; trong khi Francisco II kế vị ngai vàng của mẹ họ, hai vương quốc có biên giới riêng của mình. Cuộc xung đột kéo dài đến năm 1800, khi Francisco II công nhận sự tồn tại của Vương quốc Jinga và thừa nhận quyền cai trị của Kamala ở đó. Vương quốc Ndongo và Matamba không được thống nhất cho đến năm 1810, khi cả Francisco II và Kamala đều chết và người Bồ Đào Nha ủng hộ con trai của Kamala là Ndala Kamana (mất năm 1833), ông đã thành công thống nhất vương quốc dưới sự cai trị của mình.
Con cái
- Kamala (mất năm 1810), nữ vương Jinga từ năm 1767.
- Công chúa Murili